# Resolución 12 del Consejo de Seguridad de las Naciones Unidas
La resolución 12 del Consejo de Seguridad de las Naciones Unidas, aprobada el 10 de diciembre de 1946, determinó que dentro del asunto denominado como la cuestión griega, Grecia y Yugoslavia serían invitadas a participar, sin derecho a voto, mientras que Albania y Bulgaria serían invitadas a realizar declaraciones antes del Consejo, y que posteriormente, Albania y Bulgaria serían invitadas a participar sin derecho a voto. 
La "cuestión griega" fue presentada por la Unión Soviética en enero de 1946, tras alegar que existían interferencias en los asuntos internos de Grecia por parte de las tropas del Reino Unido, por la guerra civil griega  y que esto estaba causando tensiones con otros países de la región.
Los parágrafos 1 y 2 fueron adoptados de forma unánime, mientras que el parágrafo 3 fue adoptado por mayoría. No se realizó una votación de la resolución en su totalidad.